# Cai Sheng
Cai Sheng (蔡晟S, Cài ShèngP; Wuhan, 12 dicembre 1971) è un allenatore di calcio ed ex calciatore cinese, di ruolo attaccante.

## Palmarès

### Club

#### Competizioni nazionali
- China League One: 1

Wuhan Hongjinlong: 1997